# Hardwell
Pour les articles homonymes, voir Corput.
Hardwell (prononcé : [hɑːɹdˌwɛl]), de son vrai nom Robbert van de Corput, né le 7 janvier à Bréda, au Brabant-Septentrional), est un disc jockey et producteur néerlandais de musique électronique. Il s'illustre dans les genres electro house, EDM et big room. En 2008, il se fait connaître grâce à son bootleg Show Me Love vs. Be de Robin S., devenu un hit dans les clubs à travers le monde, puis repris par Michael Mind. Il produira par la suite de nombreux singles diffusés dans les clubs : Spaceman, Encoded, Cobra, Apollo mais aussi Zero 76 en collaboration avec Tiësto.
En 2010, il fonde son propre label, Revealed Recordings. Avec Alesso, Deniz Koyu et R3hab, Hardwell est nommé révélation 2011 par MTV. Après avoir fait une entrée remarquable à la 24e position dans le Top 100 DJ du DJ Mag en 2011, il se classe 6e l'année suivante puis devient premier en 2013, place qu'il conserve en 2014, devenant le plus jeune DJ de l'histoire du classement à monter sur la première marche du podium (jusqu'en 2016 où Martin Garrix devient numéro 1 à l'âge de 20 ans).
En 2015, il perd une place au classement, il se retrouve 2e et se fait devancer par les frères belges Dimitri Vegas & Like Mike. Il sort chaque année des compilations nommées Revealed, du nom de son label. Son premier album studio United We Are sort le 23 janvier 2015. En octobre 2016, après sa 3e place au Top 100 DJ Mag, Hardwell critique ce classement qui, selon lui ne représente pas réellement le talent des artistes mais seulement leur popularité. En octobre 2018, il marque une pause à sa carrière de DJ pour une durée indéterminée après son dernier show All Ages lors de l'Amsterdam Dance Event.

## Biographie

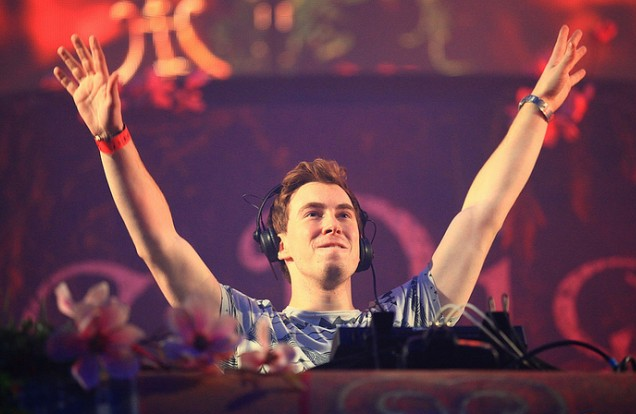
Hardwell en 2013.

Hardwell apprend le piano à six ans et manifeste un intérêt certain pour la musique électronique. Dès quatorze ans, il mixe dans les clubs les plus réputés des Pays-Bas, alors accompagné par ses parents pour chacune de ses performances puisqu'il n'était pas autorisé à y entrer seul. En 2008, il se fait connaître sur la scène internationale par son bootleg Show Me Love vs. Be, alors joué par les meilleurs DJs. Il fonde son propre label deux ans plus tard, Revealed Recordings. En mars 2011, il lance son show radio Hardwell on Air, un mix d'une heure est depuis diffusé en direct chaque vendredi soir, composé en grande partie de titres présents sur son label. Il sort de nombreux hits, dont Encoded et Cobra, et signe une collaboration avec Tiësto, autrefois son idole, intitulée Zero 76, en référence au code postal de la ville d'origine des deux Djs, Bréda. En octobre, il fait son entrée dans le Top 100 DJ du DJ Mag, à la 24e place.
Il connait une ascension fulgurante en 2012. Il sort son single Spaceman qui devient une référence. En mars, il joue pour la première fois sur la scène principale de l'Ultra Music Festival de Miami, puis joue à Tomorrowland en juillet. Son set, qui atteint 22 millions de vues en 2015 sur YouTube, est considéré par beaucoup comme la meilleure performance EDM de l'année. Il signe une nouvelle collaboration majeure, avec Showtek, How We Do. Il se classe alors 6e du Top 100 DJ.
En 2013, il annonce une tournée aux États-Unis, Go Hardwell or Go Home après une tournée au Canada avec ses amis Dyro et Dannic. Il sort son single Apollo qui est un succès. En mars, il retourne à l'Ultra Music Festival de Miami. Très attendu, son set est suivi en direct par 80 000 personnes, alors un record. Sur YouTube, sa performance surpasse celle de son propre set à Tomorrowland 2012, et est unanimement reconnue comme la meilleure du festival. Son set de l'Ultra Music Festival 2013 devient en février 2014, avec plus de 28 millions de vues, le DJ live-set le plus regardé de tous les temps, avant d'être dépassé par le set de David Guetta lors du même festival un an plus tard (50 millions de vues). En avril, il lance sa tournée mondiale I Am Hardwell. Comme l'année précédente, il joue au festival belge Tomorrowland. Une nouvelle fois très attendu, Hardwell se montre à la hauteur des attentes. En octobre 2013, il dépasse Armin van Buuren et devient le DJ du monde le plus populaire selon le classement du DJ Mag, place qu'il conservera l'année suivante.
Dès 2012, Hardwell termine beaucoup de ses sets par du hardstyle avec notamment le remix de Spaceman par Headhunterz, son goût pour ce style musical grandit au fur et à mesure des années. C'est en 2016 qu'il décide de produire son premier titre Hardstyle officiel en collaboration avec Sephyx qui est le remix de The Chainsmokers intitulée Don't Let Me Down, un gros succès dès sa sortie.
Le 7 septembre 2018, il publie sur son compte Instagram un message annonçant son retrait de la scène pendant une durée indéterminée. Le 18 octobre, il se produit pour la dernière fois à l'Orkest Symphony où il joue en live son titre Conquerors accompagné d'un orchestre réel. Malgré son absence derrière les platines, il continue de produire de nouveaux titres en studios tels que Being Alive en collaboration avec JGUAR. Dès novembre 2018, il publie sur son compte Instagram The Story of Hardwell où il retrace à l'aide d'une série d'archives son parcours de DJ depuis son commencement en 2002.
Il fait son retour en mars 2022 en clôturant l'Ultra Music Festival à Miami en Floride.

## Polémiques

### Arrêt du Saga Festival 2024
Le 05 juillet 2024, il est choisi pour animer le Saga Festival de Bucarest, en Roumanie.
Dès les premières minutes, son show est perturbé à de nombreux problèmes techniques. Agacé, il ordonne à son équipe de réparer le matériel en menaçant de partir. Sans succès, il interrompt brutalement la musique, jette son casque et part de la scène.
Peu après, il revient sur scène et déclare être venu depuis les Pays-Bas pour jouer. En plus d'accuser les organisateurs de lui avoir fourni un mauvais matériel, il déclare ne pas avoir été payé par les organisateurs. À la fin, il remercie le public et part en insultant violemment les organisateurs du Saga.

## Discographie

### Albums studio
- 2015 : United We Are
- 2022 : Rebels Never Die

## Top 100DJ Mag
- 2011 : #24 (entrée)
- 2012 : #6 (+18)
- 2013 : #1 (+5)[9]
- 2014 : #1 (=)[10]
- 2015 : #2 (-1)[11]
- 2016 : #3 (-1)[12]
- 2017 : #4 (-1)
- 2018 : #3 (+1)
- 2019 : #12 (-9)
- 2020 : #17 (-5)
- 2021 : # non present
- 2022 : #43
- 2023 : #37 (+6)
- 2024 : #11 (+26)